# Progressive Abstraktion
Die Progressive Abstraktion ist eine Kreativitätstechnik, bei der durch die Entfernung vom Problem, also eine Veränderung der Perspektive, neue Lösungen gefunden werden sollen.

## Definition
Die Progressive Abstraktion ist eine Kreativitätstechnik, deren Konzeption im Ursprung auf Horst Geschka zurückgeht.
Bei dieser Methode werden durch die Entfernung vom Problem, also eine Veränderung der Perspektive, neue Lösungen gefunden. Durch eine schrittweise Erhöhung des Abstraktionsniveaus und somit Trennung des Wesentlichen vom Unwesentlichen werden die Kernfragen eines Problems oder Problembereiches aufgedeckt.
Zwei wesentliche Ziele werden verfolgt:
- Die Zusammenhänge zwischen einem vorgegebenen Problem und dem Zielsystem des Problemlösenden werden herausgearbeitet.
- Die Maßnahmenebene, auf welcher Lösungen am wirkungsvollsten sind, wird aufgezeigt.

## Alternativen
Im Rahmen der systematischen Problemspezifizierung werden verschiedenste Techniken zur Aufdeckung der Kernfragen eines Problems eingesetzt, um neue Lösungen zu erhalten. Die bedeutsamsten Methoden sind:
- Pinwandmoderation und KJ-Methode
- Hypothesen-Matrix
- Relevanzbaumanalyse

## Vorgehensweise
1. Man entfernt sich vom Problem, indem das Problem auf der nächsthöheren Ebene gesucht wird. Dies geschieht durch die Frage: „Worauf kommt es eigentlich an?“
2. Eine Lösung wird danach durch folgende Frage gesucht: „Wie könnte das noch gehen?“
3. Wird keine Lösung gefunden, wird das Problem auf der nächsthöheren Ebene weiter abstrahiert (Wiederholung von 1 und 2).

## Anwendungsbedingungen und -gebiet
Die Methode Progressive Abstraktion wird gewählt, wenn die beiden folgenden Kriterien erfüllt sind:
Merkmale des zu lösenden Problems:
Die Progressive Abstraktion ist eine geeignete Methode zur Ideenfindung bei Analyseproblemen. Man versucht Strukturen zu erkennen und Zusammenhänge zu klären.
Situative Umstände der Problemlösung:
Die Progressive Abstraktion wird entweder als Gruppen- oder Einzelarbeit durchgeführt.
Die Gruppenmitglieder sollten ausreichend Erfahrungen mit dieser Methode besitzen und es muss reichlich Zeit verfügbar sein.
Die Progressive Abstraktion ist bei der Erstellung einer Anforderungsliste für ein neues Produktkonzept sinnvoll, besonders zur Ideenfindung bei komplexen Neuprodukten. Im Rahmen des Veränderungsmanagements (change management) wird diese Kreativitätstechnik zur Ermittlung der Problembereiche eingesetzt.

## Vor- und Nachteile
| Vorteile                            | Nachteile                                                             |
| Wesenskern der Aufgabe wird erkannt | richtiges Abstrahieren schwierig                                      |
| Vorfixierungen werden gelöst        | geschulte und erfahrene Teammitglieder notwendig                      |
| neue Lösungen werden entdeckt       | Gefahr, durch Abstraktion von eigentlicher Problemstellung abzukommen |